# De Laak (Montferland)
De Laak is een water in Azewijn, een kerkdorp in de gemeente Montferland (provincie Gelderland). Aangenomen wordt dat het een restant betreft van een van de zijtakken van de Rijn, die hier vroeger heeft gelopen. Langs het water ligt de dorpsstraat de Laakweg. De oostelijke oever ligt net buiten de dorpkern en is begroeid met een aantal treurwilgen en een rij knotwilgen. 
De Laak is bekend doordat de van hekserij beschuldigde Mechteld ten Ham hier in 1605 in het water gegooid werd, om te onderzoeken of ze een heks was. Ze bleef op haar wijde rokken drijven, hetgeen als een bevestiging werd opgevat. Vervolgens werd ze in 's-Heerenberg op de brandstapel gezet.

## Afbeeldingen

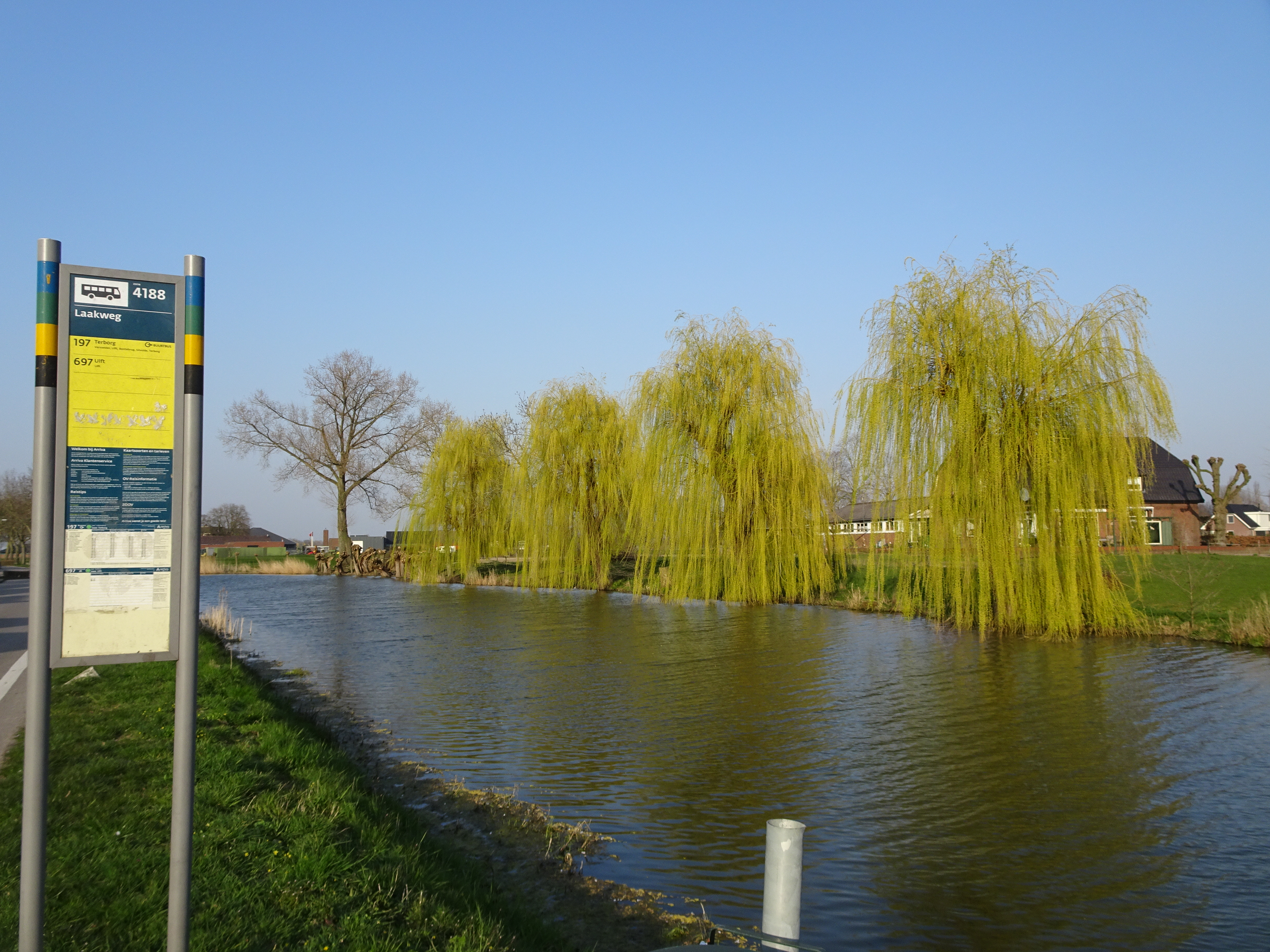
Bushalte Laakweg
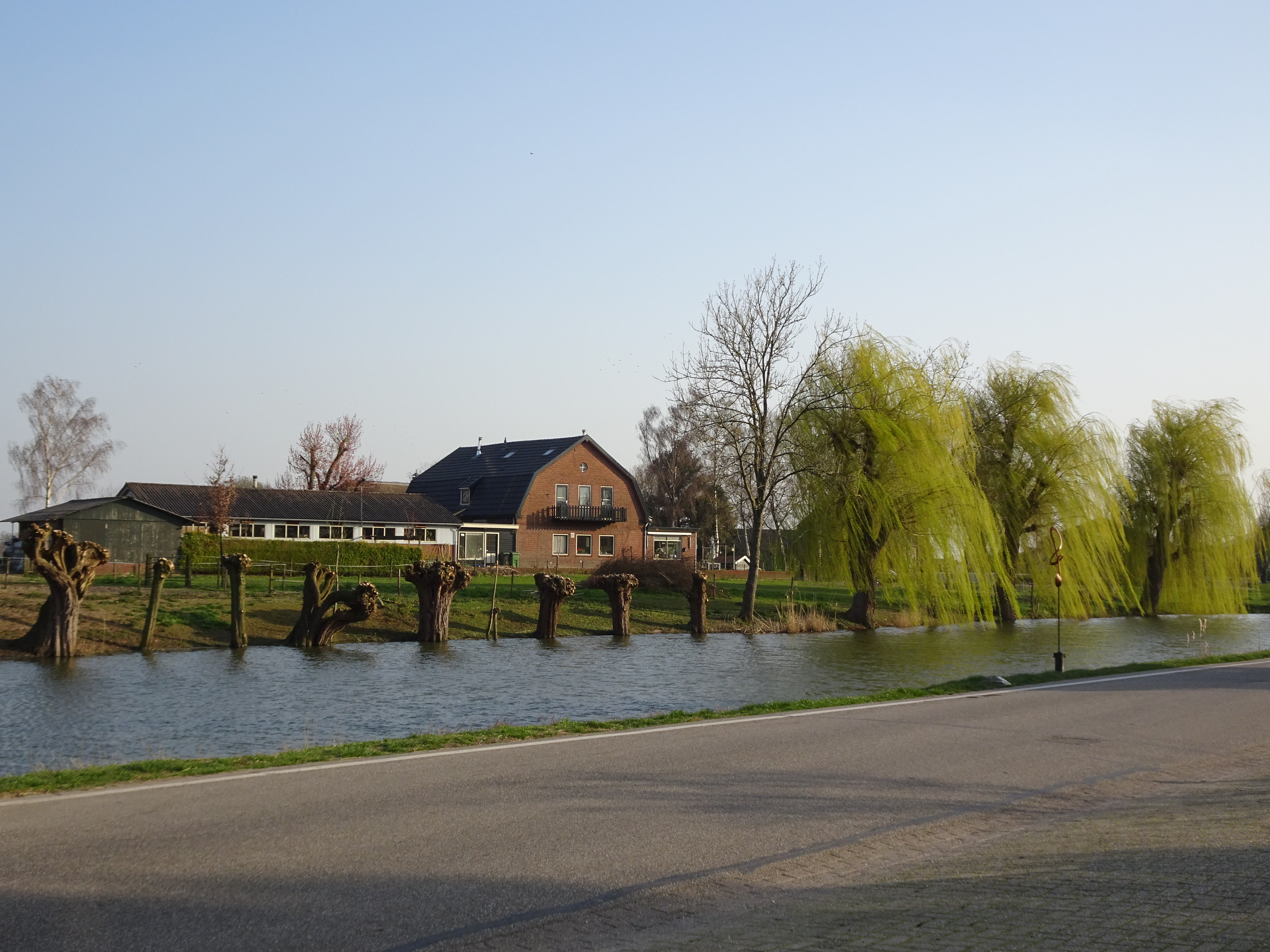
De Laak aan de Laakweg
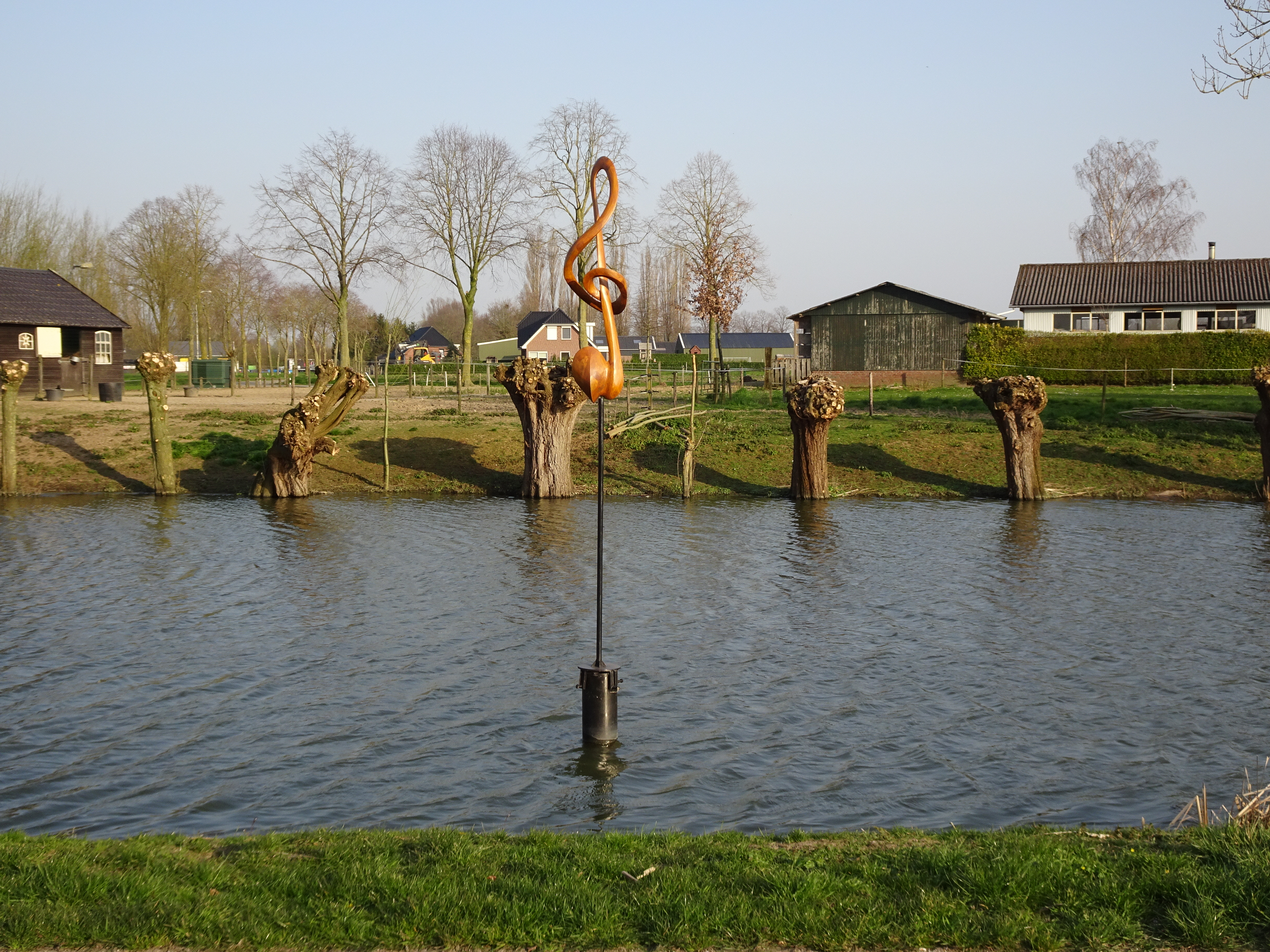
De Laak

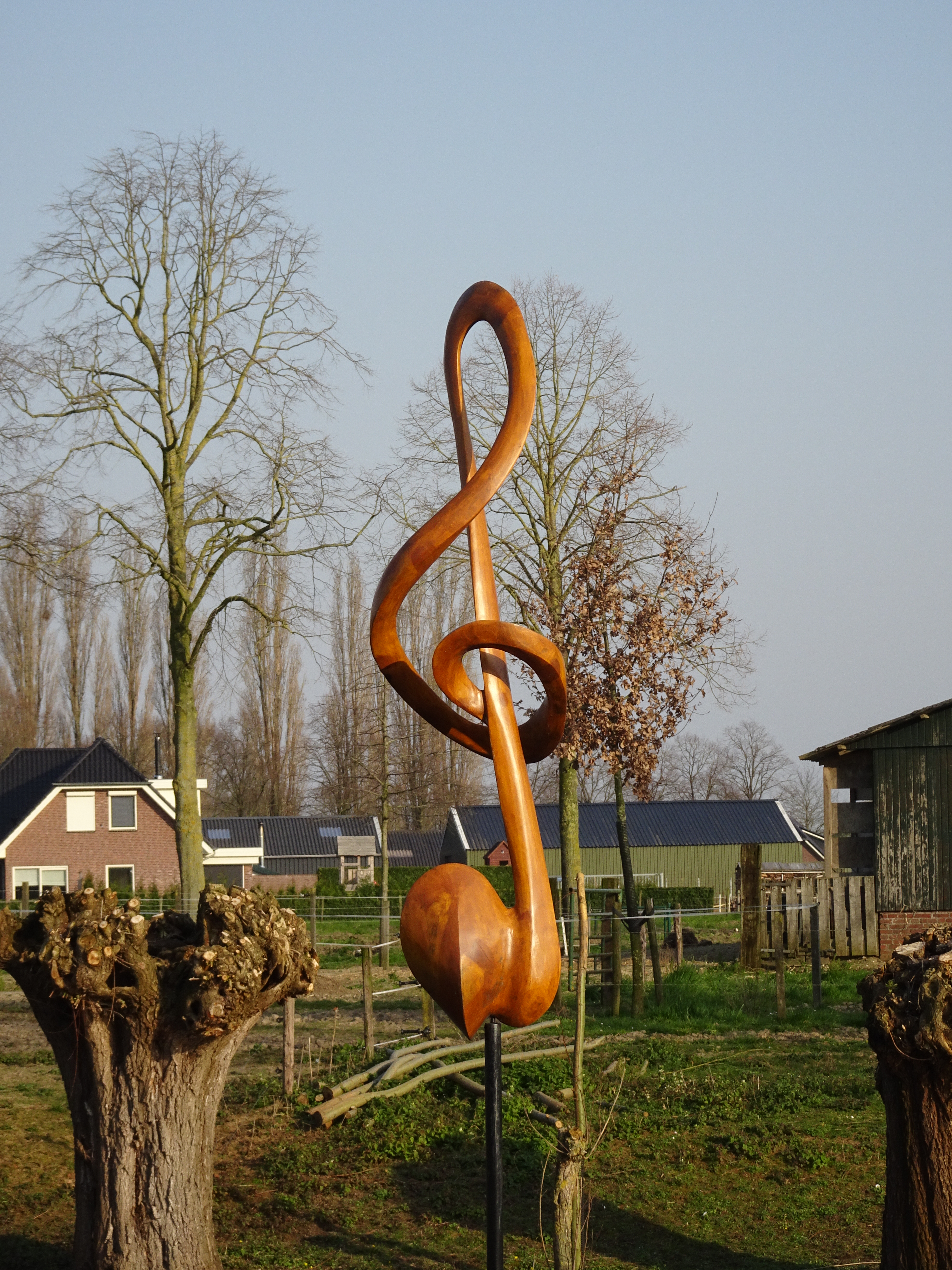
Sculptuur op de Laak
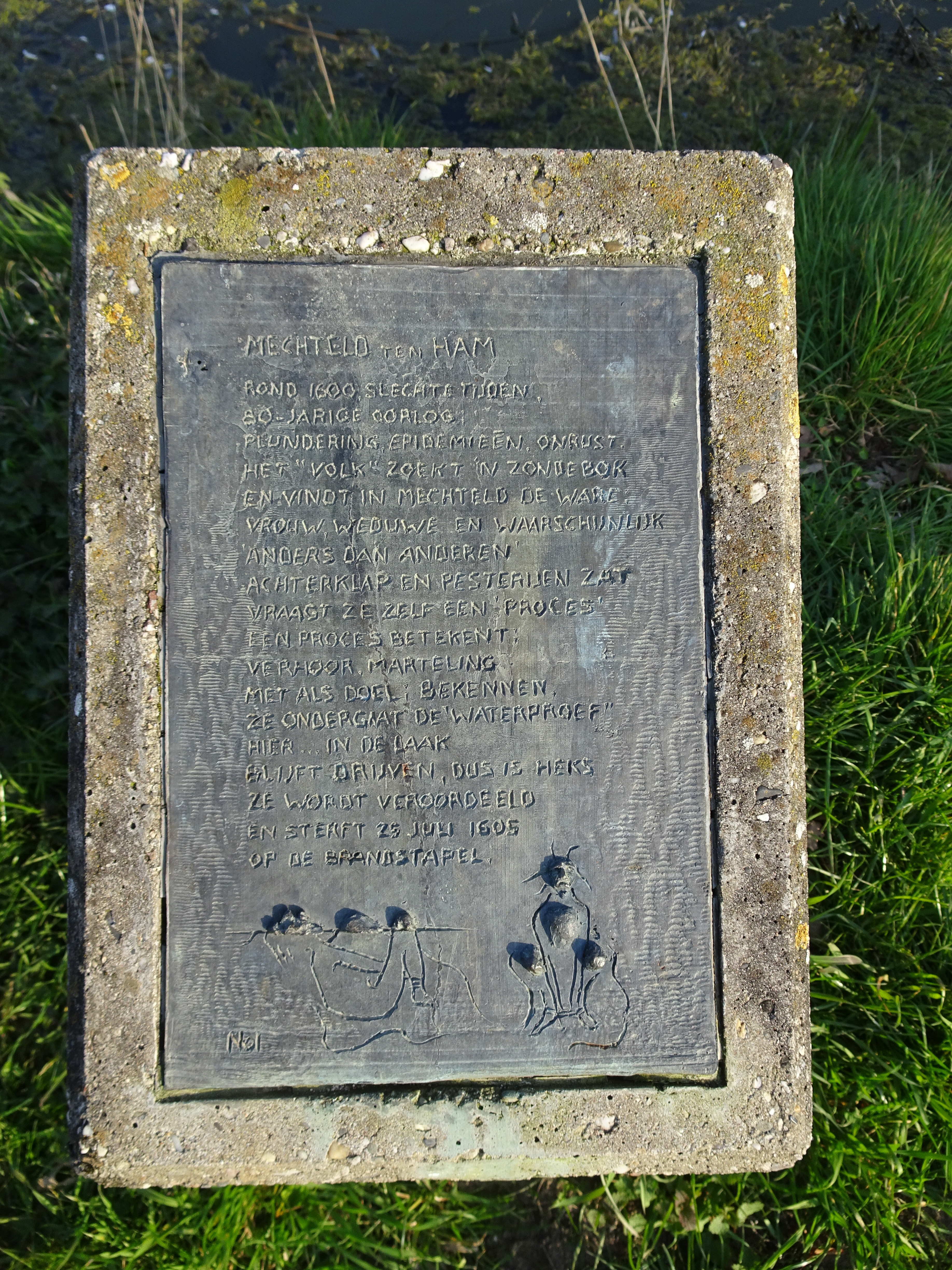
Gedenkplaat Mechteld ten Ham